# Bay Adelaide Centre
El Bay Adelaide Centre es un rascacielos en Toronto, Ontario, Canadá. Tiene 51 plantas y fue completado en julio de 2009.

## Intentos de construcción previos
La torre fue la última de una serie de proyectos de construcción en downtown Toronto lanzada en el boom de los años ochenta, cuando un número de grandes torres fueron construidas cerca, como Scotia Plaza. Era un proyecto conjunto de Markborough Properties y TrizecHahn: una torre de oficinas de 57 plantas que sería construida en la esquina de Bay y Adelaide en el corazón del distrito financiero de Toronto. Habría costado casi mil millones de dólares.
El edificio causó una controversia considerable entre aquellos que se oponían a la construcción de estructuras altas. La torre se habría elevado mucho más que lo que permitía el plan oficial de la ciudad. Para conseguir la aprobación del ayuntamiento, los promotores encomendaron $80 millones para nuevas viviendas sociales y otros proyectos. Una parte de la parcela fue entregada a la ciudad para usarla como un parque que es ahora Cloud Gardens. Los dos acuerdos siguieron adelante, aunque la torre nunca fue completada. 
La construcción comenzó en 1990, pero pronto los promotores se encontraron con problemas. La economía entró en recesión y las tasas de desocupación en Toronto subieron al 20%. La construcción fue detenida, y en 1993, con más de $500 millones ya invertidos, el proyecto fue detenido permantentemente. Todo lo que se completó fue el aparcamiento de coches subterráneo y varias plantas del núcleo de hormigón que se mantuvo desde 1991 hacia adelante, como un monumento al proyecto fracasado en downtown Toronto. El tocón del núcleo de hormigón fue conocido a seguridad y los locales como "el búnker" o simplemente "el tocón". El aparcamiento de coches estaba en operación, y el tocón era usado como una superficie donde colocar anuncios.
Hubo varios intentos para revivir el proyecto. En 1998 TrizecHahn lo revivió brevemente, pero otro cambio en la economía los causó detenerse. En 2000 hubo otra vez conversación sobre revivir el proyecto, pero al año siguiente TrizecHahn vendió el 50% de sus acciones a Brookfield Properties por $49 millones. Brookfield se comprometió a completar la estructura con una altura menor de 40 o 50 plantas, pero después de dicho año la economía empeoró otra vez y el proyecto se mantuvo en pausa.

## Planes actuales
En octubre de 2005, se habían presentado a la Ciudad de Toronto planes para desarrollar la propiedad. Un cartel de información (observado para modificar la regulación de las zonas por ley) se sitúa en Bay St. entre 347 Bay y 355 Bay, los dos también Brookfield properties. La nota, en resumen, informa al público que se construirán tres torres de uso mixto rodeando una plaza urbana. Las torres variarán en tamaño de 43 a 50 plantas y contienen una superficie total de 240.396 metros cuadrados. Brookfield Properties había firmado con KPMG y Goodmans como principales inquilinos para la torre principal, con Fasken Martineau DuMoulin y Heenan Blaikie ocupando también residencia en el edificio.

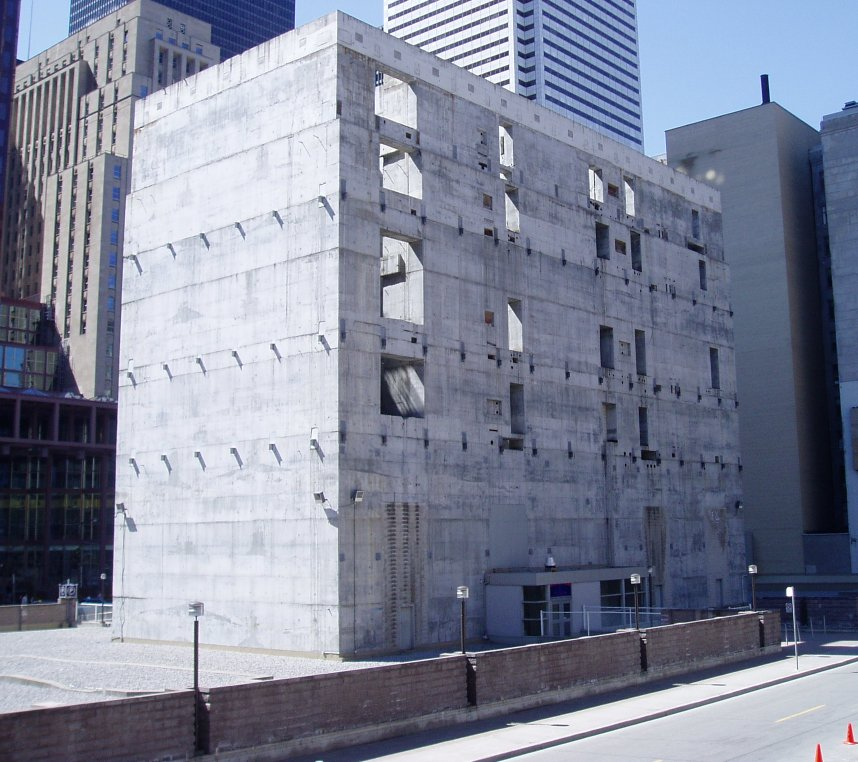
Seis plantas del núcleo de servicios y el aparcamiento de coches subterráneo fueron todo lo que se había completado del Bay Adelaide Centre cuando se canceló el primer intento de construcción. Esta es la vista desde Temperance St. mirando hacia el sudoeste, antes de que se demoliera el "tocón" a finales de 2006.

En junio de 2006, los dos edificios de Bay Street unidos a esta propiedad fueron vaciados de ocupantes y el 11 de diciembre de 2006, los dos edificios habían sido demolidos, con las fachadas norte y oeste del National Building (347 Bay) siendo retiradas para su incorporación en los nuevos edificios. El National Building ha sido designado recientemente un edificio histórico bajo la Ontario Heritage Act (Parte IV). En diciembre de 2006, el desmantelamiento del tocón del núcleo de servicios fue completado. La construcción del túnel PATH al norte desde Scotia Plaza a través del Bay Adelaide Centre comenzó en otoño de 2007.

## Diseño sostenible
El proyecto logró el certificado LEED (Leadership in Energy and Environmental Design) Oro por la sostenibilidad ambiental y producirá un ahorro del 40 % de energía respecto a otros edificios. El sistema de puntuación de LEED reconoce edificios de vanguardia que incorporan prácticas de diseño, construcción y operaciones que combinan ventajas de salud, calidad alta y alto rendimiento con impactos medioambientales reducidos.

## Aparición en los medios
La estructura del edificio apareció como un club nocturno en la escena de apertura de la comedia de 1996 Brain Candy. Las tomas interiores fueron grabadas en otro lugar.
El Bay Adelaide Centre desempeña un papel importante en el thriller Devil de M. Night Shyamalan, que fue estrenada el 17 de septiembre de 2010. También está incluido extensivamente en la serie de televisión Suits, siendo la oficina central de ficción del bufete de abogados Pearson Hardman, aunque la serie transcurre en Nueva York.